# ハンカ
ハンカ (ラテン文字:Khonqa, Khanka, Xonqa、ウズベク語: Xonqa / Хонқа、ロシア語: Ханка) はウズベキスタン・ホラズム州の都市である。州都のウルゲンチからは南東に約18kmの位置にある。2012年の人口は44,321人となっている。

## 概要
1981年に設立された。州都ウルゲンチの衛星都市としての役割を果たしている。ブハラからトルクメニスタンのテュルクメナバートを通過してウルゲンチまで続く鉄道の駅がある。